# Carl Andreas Geyer
Carl Andreas Geyer (o Karl, o Charles) (30 de noviembre de 1809 – 21 de noviembre de 1853 ) fue un botánico y explorador alemán, aborigen de Dresde.

## Biografía
Ya adolescente, Geyer es un aprendiz de jardinería en Zabeltitz, y en 1830 será asistente en el Jardín Botánico de Dresde. De 1835 a 1844 estudia Botánica en varias expediciones dentro de EE. UU. Entre 1838 a 1840 será botánico en los Altos del Medio Oeste para el geógrafo Joseph Nicollet (1786-1843), y de 1841 a 1842 recolecta flora en Illinois, Misuri y Iowa para el botánico Georg Engelmann (1809-1884).
También es contratado para la expedición de William Drummond Stewart (1795-1871) por los actuales Estados de Nebraska y de Wyoming. Subsecuentemente, Geyer participa con Drummond, realizando extensos estudios botánicos en lo que hoy es Oregón. En 1845 retorna a Alemania, donde adquiere tierras en Meissen y arranca con un invernadero.
Sus colecciones botánicas de cerca de 10 000 especímenes fueron adquiridos por Kew Gardens.

## Algunas publicaciones
- Virginien: Physiko-geographische und statistische Beschreibung desselben; mit besonderer Rucksicht auf deutsche Auswanderung. Goedsche, Meißen 1848.

- Chronik des Gartenwesens. C. C. Klinkicht & Sohn, Meißen 1851–1853. v. 1, v. 2, v. 3.

## Honores

### Eponimia
Geyer ha sido honrado con muchas especies:
- (Alliaceae) Allium geyeri S.Watson - cebolla de Geyer
- (Aizoaceae) Conophytum geyeri L.Bolus
- (Apiaceae) Lomatium geyeri J.M.Coult. & Rose
- (Brassicaceae) Lesquerella geyeri (Hook.) G.A.Mulligan
- (Euphorbiaceae) Anisophyllum geyeri Klotzsch & Garcke
- (Euphorbiaceae) Euphorbia geyeri Engelm. & Gray
- (Poaceae) Bromelica geyeri Farw.
- (Poaceae) Eragrostis geyeri Steud.
- (Poaceae) Melica geyeri Munro
- (Scrophulariaceae) Mimulus geyeri Torr.

- La abreviatura «Geyer» se emplea para indicar a Carl Andreas Geyer como autoridad en la descripción y clasificación científica de los vegetales.[1]